# Camponotus indicatus
Camponotus indicatus är en myrart som beskrevs av Santschi 1922. Camponotus indicatus ingår i släktet hästmyror, och familjen myror. Inga underarter finns listade.